# Garzê
Garzê o Ganzi també coneguda pel seu nom tibetà Kandze (xinés: 甘孜镇, pinyin: Gānzī zhèn, tibetà:དཀར་མཛེས་) és el poblat central administratiu del comtat homònim sota l'administració directa de la Prefectura autònoma tibetana de Garzê a la província de Sichuan de la República Popular Xina. Situada a la riba del riu Yalong, a la gran vall Ganzi, a 3.390 msnm, està envoltada de muntanyes i cingles. La població total el 2008 era de 9.000 habitants.

## Administració
El poblat de Garzê es divideix en un nucli administrat com a comunitat i 23 àrees rurals administrades com a llogarets.

## Clima
Per l'elevació, té un clima monsònic influenciat de continental humit, amb hiverns freds i secs, i estius càlids amb pluja freqüent. La temperatura mensual oscil·la entre -4.4 °C al gener a 13,9 °C al juliol, mentre que la mitjana anual és de 5,64 °C. Més de dos terços de la precipitació anual de 660 mm es produeix de juny a setembre. La ciutat rep 2.620 hores de sol a l'any. La variació de la temperatura diürna és gran, amb una mitjana de 14,5 °C per any.
| Paràmetres climàtics mitjans de Garzê (1971−2000) | Paràmetres climàtics mitjans de Garzê (1971−2000) | Paràmetres climàtics mitjans de Garzê (1971−2000) | Paràmetres climàtics mitjans de Garzê (1971−2000) | Paràmetres climàtics mitjans de Garzê (1971−2000) | Paràmetres climàtics mitjans de Garzê (1971−2000) | Paràmetres climàtics mitjans de Garzê (1971−2000) | Paràmetres climàtics mitjans de Garzê (1971−2000) | Paràmetres climàtics mitjans de Garzê (1971−2000) | Paràmetres climàtics mitjans de Garzê (1971−2000) | Paràmetres climàtics mitjans de Garzê (1971−2000) | Paràmetres climàtics mitjans de Garzê (1971−2000) | Paràmetres climàtics mitjans de Garzê (1971−2000) | Paràmetres climàtics mitjans de Garzê (1971−2000) |
| Mes                                               | Gener                                             | Febrer                                            | Març                                              | Abril                                             | Maig                                              | Juny                                              | Juliol                                            | Agost                                             | Setembre                                          | Octubre                                           | Novembre                                          | Desembre                                          | Anual                                             |
| ------------------------------------------------- | ------------------------------------------------- | ------------------------------------------------- | ------------------------------------------------- | ------------------------------------------------- | ------------------------------------------------- | ------------------------------------------------- | ------------------------------------------------- | ------------------------------------------------- | ------------------------------------------------- | ------------------------------------------------- | ------------------------------------------------- | ------------------------------------------------- | ------------------------------------------------- |
| Temp. màx. mitjana (°C)                           | 5.1                                               | 7.6                                               | 11.2                                              | 14.6                                              | 18.2                                              | 20.2                                              | 21.0                                              | 21.0                                              | 18.7                                              | 14.9                                              | 9.9                                               | 5.5                                               | 14                                                |
| Temp. mín. mitjana (°C)                           | −11.5                                             | −8.0                                              | −3.8                                              | −0.4                                              | 3.9                                               | 7.3                                               | 8.4                                               | 7.6                                               | 5.9                                               | 1.2                                               | −6.0                                              | −10.9                                             | −0.52                                             |
| Precipitació total (mm)                           | 5.1                                               | 8.5                                               | 19.5                                              | 34.7                                              | 79.2                                              | 133.4                                             | 116.7                                             | 94.1                                              | 109.5                                             | 46.0                                              | 8.6                                               | 4.5                                               | 659.8                                             |
| Dies de precipitacions (≥ 0.1 mm)                 | 3.9                                               | 5.9                                               | 8.8                                               | 12.3                                              | 17.8                                              | 22.1                                              | 21.6                                              | 18.6                                              | 19.2                                              | 13.0                                              | 4.7                                               | 3.0                                               | 150.9                                             |
| Hores de sol                                      | 220.5                                             | 202.7                                             | 221.4                                             | 223.5                                             | 235.7                                             | 212.7                                             | 211.7                                             | 208.0                                             | 198.3                                             | 220.7                                             | 232.7                                             | 232.4                                             | 2620.3                                            |
| Humitat relativa (%)                              | 45                                                | 45                                                | 48                                                | 53                                                | 57                                                | 67                                                | 72                                                | 71                                                | 72                                                | 65                                                | 53                                                | 49                                                | 58.1                                              |
| Font: Xina Meteorological Administration          |                                                   |                                                   |                                                   |                                                   |                                                   |                                                   |                                                   |                                                   |                                                   |                                                   |                                                   |                                                   |                                                   |